# C.A. Larsen Automobiler
C.A. Larsen Automobiler A/S er en dansk bilforhandler- og autoværkstedskæde med otte afdelinger på Fyn og i Jylland samt hovedkvarter i Odense. De forhandler, markedsfører, servicerer og vedligeholder personbiler og varebiler af mærkerne Citroën, Opel, Hongqi og Peugeot. C.A. Larsen Automobiler har afdelinger i Odense, Aarhus, Herning, Ringe, Haarby og Svendborg.
Virksomheden er etableret i 2005 og i 2024 havde de ca. 140 ansatte. Selskabet er ejet af Jesper Larsen og familie.